# Audiència mitjana per minut
L'Audiència Mitjana per Minut (AMA pel seu acrònim en anglès), és una unitat de mesura d'audiència estàndard que es fa servir per a el nombre d'espectadors (o famílies o grups determinats) que estan veient un canal de televisió durant un període concret. Aquesta mesura es fa servir, generalment, per a medir l'impacte que tindrà un anunci si s'emet durant un programa o una franja horària en especial.
Nielsen Holdings, un conglomerat de la comunicació encarregat de mesurar audiències televisives, defineix l'AMM com el quocient de l'audiència estimada (AE) d'un programa i el temps durant el qual es vol mesurar (T). Així doncs, la fórmula matemàtica és la següent:
{\displaystyle AMM={\frac {AE}{T}}}

## Rellevància i marges d'error
L'AMM es fa servir principalment per a mesurar l'abast d'un anunci en concret a la televisió. Les empreses que es vulguin anunciar en un canal del qual en coneixen les característiques dels espectadors, ho poden fer en aquell minut en què més persones del seu grup objectiu l'estan veient. Si bé hi ha dubtes quant a la seva efectivitat, pel fet que tenir la televisió engegada no implica que hi hagi un nivell d'atenció concret per part dels espectadors, ja que poden no estar-la mirant o ni tan sols ésser a la mateixa sala on aquesta, l'AMM és una mesura respectada que sovint se cita als mitjans.
Nielsen treballa sobre la gran majoria de les seves mesures d'audiència amb medidors. Aquests aparells estan instal·lats en cases particulars, i n'hi ha aproximadament 20.000 en tots els Estats Units d'Amèrica. Aquesta mostra es considera representativa de tot el país, motiu pel qual els resultats dels estudis pels quals es fan servir poden tenir un cert marge d'error. Els medidos no tenen en compte les televisions instal·lades en hotels, bars o altres espais fora de casa que sovint aclaparen una part significativa de l'audiència. A més, tecnologies com la televisió per cable (que permet a l'usuari saltar-se els anuncis o avançar les parts del programa que no li interessen) fan que les audiències puguin variar encara més del que s'estima en els estudis.

## Mitjans digitals
Si bé l'AMM s'ha fet servir durant anys com a mesura respectada en audiències televisives, cada vegada més es té en compte a l'hora medir l'impacte dels continguts digitals, i més concretament per a comparar l'impacte que tenen en vers els mitjans tradicionals.
Les plataformes digitals de video en directe mesuren les seves audiències en funció de les visualitzacions que rep un contingut en concret. Snapchat considera una visualització des del moment en què el contingut comença, Facebook triga 3 segons i YouTube, al voltant de 30. És per això que és difícil de fer la comparació amb els continguts televisats. Al 2015, Yahoo va esdevenir la primera plataforma online en oferir un partit sencer de la lliga de futbol americà dels EUA en directe arreu del món. Seguint els criteris de visualització de la companyia, l'streaming va obtenir 15,2 milions d'espectadors en total. Hom podria pensar que aquest havia recaptat una audiència similar a la televisió, tenint un compte que la majoria dels partits de l'NFL dels diumenges televisats obtenen entre 10 i 20 milions d'espectadors, però la realitat és una altra. Si s'hagués fet servir l'Audiència Mitjana per Minut de Nielsen, que és la que es fa servir per les emissions tradicionals, el total no arriba als 3 milions durant els 195 minuts de programa. Aquesta abismal diferència té a veure amb el fet que Yahoo va considerar com a espectadors aquelles persones que havíen estat connectades a partir d'una mesura de temps concreta, i no pas durant tot (o gran part) del programa. Algú que veiés els primers minuts del partit, o només l'última jugada, compta com a espectador per a l'empresa.
Aquest cas és una mostra de les preocupacions que poden sorgir a les empreses anunciants, i que poden provocar que no s'arrisquin a invertir diners un una plataforma si les mesures que fa servir són enganyoses. Posteriorment, Twitter va començar a emetre partits de l'NFL en directe no gaire després, i n'ofereix l'AMM als anunciants interessats. En un partit de dijous a la nit de 2016, la plataforma de l'ocell va rebre al voltant de 327.000 espectadors, mentre que els canals de televisió CBS i NFL Network en van obtenir 17,5 milions. Si bé la xifra és molt baixa, aquesta permet als analistes establir comparacions més verídiques i fiables.
Quant a els continguts que no s'emeten en directe, però que són similars a aquells emesos a la televisió, com ara les sèries de Netflix, és encara més difícil obtenir una comparativa fiable. Quan la pel·lícula de Netflix The Cloverfield Paradox es va estrenar, al 2018, la seva audiència mitjana es va mesurar durant els tres primers dies després que estigués disponible a la plataforma, i va obtenir 2,8 milions d'espectadors. En la primera setmana, en va obtenir 5 milions.
Cal afegir que les xarxes de televisió també compten amb plataformes digitals, que suposen un percentatge de la seva audiència que no pot (o no vol) veure els programes en directe.
Tot això suposa que les empreses encarregades de la mesura d'audiència real estan fent canvis en els seus procediments per a obtenir comparacions verídiques i per a acabar de trobar la manera de medir l'impacte que tenen els anuncis o els programes en la població a través de tots els mitjans. De moment, però, l'AMM continua éssent la mesura estàndard en quant a audiència televisiva.